# Терский, Константин Викторович
Константи́н Ви́кторович Те́рский (Терско́й) (20 апреля 1851, Рязанская губерния, Российская империя — 3 августа 1905, Карлсбад, Австро-Венгрия) — видный русский архитектор, мастер эклектики, учитель Ф. О. Шехтеля.

## Биография
В 1874 году окончил Московское училище живописи, ваяния и зодчества, а в следующем году — Императорскую академию художеств со званием классного художника архитектуры 3-й степени. Некоторое время работал помощником в архитектурной мастерской А. С. Каминского. В 1875—1876 годах работал в Московской дворцовой конторе. С 1882 года К. В. Терский служил чиновником для особых поручений при генерал-губернаторе Москвы. В 1885 году стал архитектором Коммерческого училища, а с 1882 года — архитектором Ксенинского приюта. В 1880-е годы помощником Терского работал начинающий архитектор Ф. О. Шехтель, в 1885—1886 годы — И. С. Кузнецов. В 1892 году получил назначение сверхштатным техником Строительного отдела Московского городского правления. В 1895 году начал служить архитектором Московского удельного округа. В 1901 году Терский был назначен архитектором Московского городского кредитного общества. С 1902 года работал чиновником для особых поручений при министре земледелия и государственных имуществ. Вопреки устоявшемуся мнению, К. В. Терский не принимал участия в строительстве Морозовского городка в Твери. Похоронен на Ваганьковском кладбище (15 уч.). 

## Проекты и постройки
- Особняк (1878, Москва, Старосадский переулок, 8), надстроен и перестроен;
- Здание приюта (1883, Москва, Перуновский переулок, 11);
- Перестройка театра Солодовникова (1883—1894, Москва, улица Кузнецкий Мост, 2/6 — Улица Большая Дмитровка, 6/2);
- Театр Парадиз (Перестроен из особняка Зарубиных — Стрешневых, ныне — театр им. Вл. Маяковского), фасад при участии Ф. О. Шехтеля (1884—1886, Москва, Большая Никитская улица, 19);
- Церковь Алексия, человека Божия, в Алексеевской Пустыни (1888—1891, д. Новоалексеевка Переславского района Ярославской области)[4];
- Церковь Рождества Пресвятой Богородицы в Понизовье (1888, ур. Понизовье (2 км южнее д. Вышегород Наро-Фоминского района Московской области)[5];
- Московская городская дума, при участии Ф. О. Шехтеля (1880-е, Москва), не осуществлён;
- Перестройка главного дома усадьбы в Покровском-Стрешневе, по проекту А. И. Резанова (1880-е, Москва, Волоколамское шоссе, 52);
- Фабрика В. Е. Филиппова (1890—1896, Москва, Самокатная улица, 1)[6];
- Подводка нового фундамента под здание Большого театра, совместно с К. Я. Маевским (1895, Театральная площадь, 1)[7];
- Доходный дом (1898, Москва, Сеченовский переулок, 6);
- Доходный дом (1903, Москва, Большой Афанасьевский переулок, 41).

## Галерея

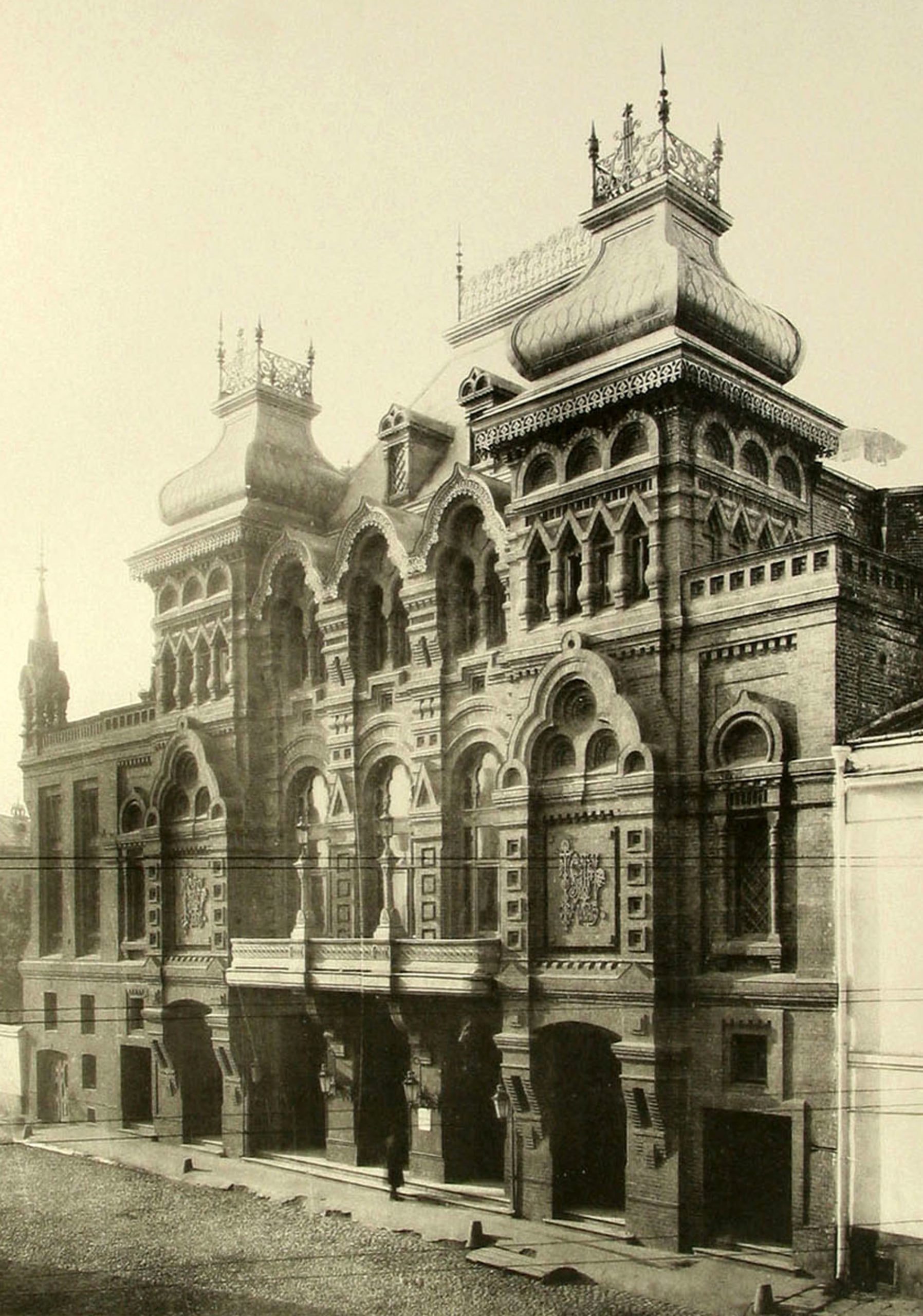
Здание театра Парадиз в 1890 году. Фотография Карла Фишера. Фотография Карла Фишера
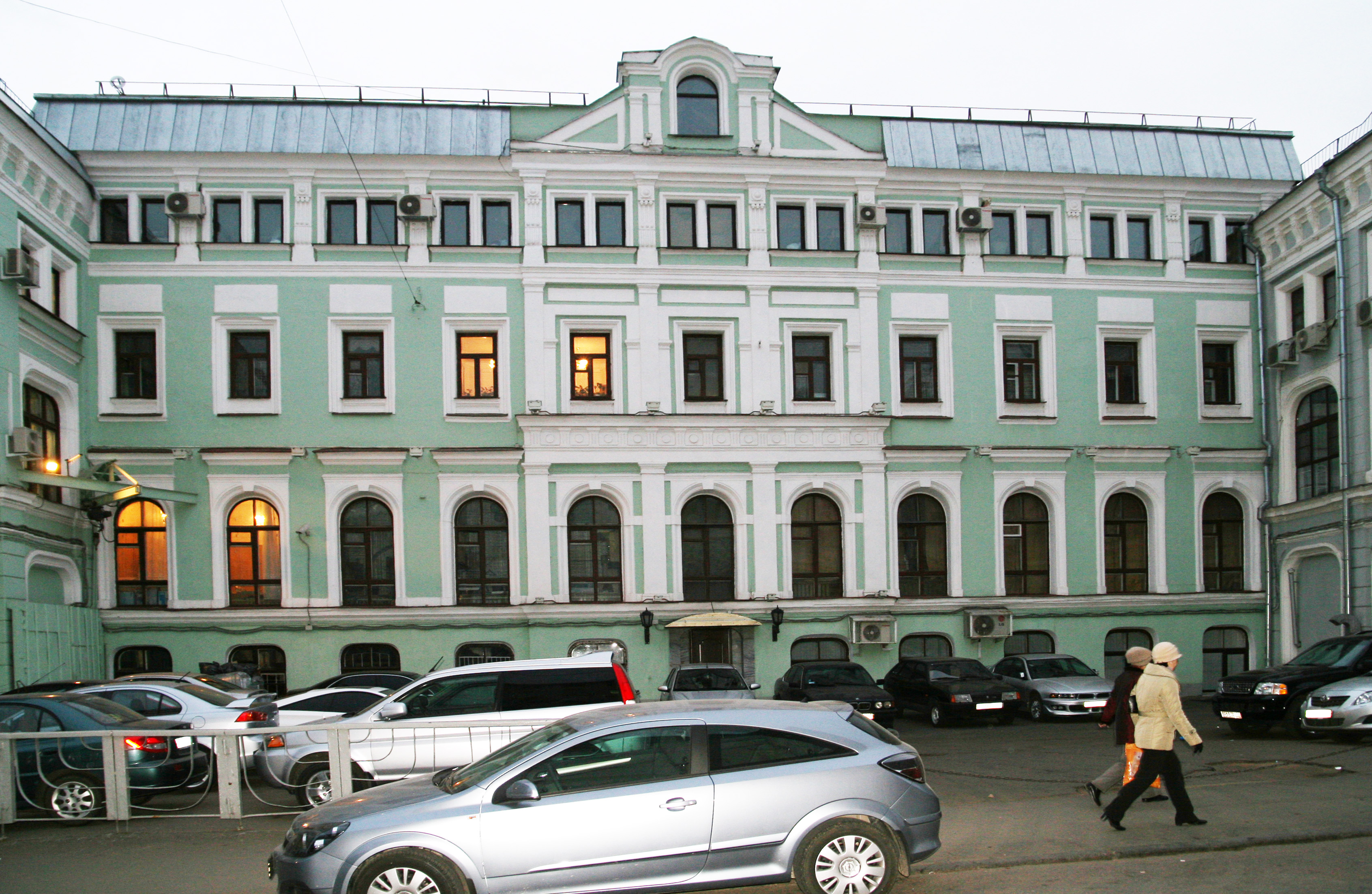
Театр Солодовникова